# 토머스 프랜시스 웨이드
토머스 프랜시스 웨이드 기사(Sir Thomas Francis Wade, GCMG, KCB, 1818년 8월 25일 ~ 1895년 7월 31일)은 영국의 외교관이자 중국학자로, 웨이드-자일스 표기법이라고 불리는 표준 중국어의 로마자 표기법을 고안하기도 했다. 웨이드의 중국식 이름은 위타마(중국어 간체자: 威妥玛, 정체자: 威妥瑪, 병음: wēituǒmǎ 웨이투마[*])였다.

## 생애
웨이드는 왕실 스코틀랜드 연대 제3대대(일명 블랙워치) 소속의 웨이드 소령과 그 아내인 아일랜드 출신의 앤 스미드(Anne Smythe)의 아들로 런던에서 태어나 해로우 스쿨을 졸업하고 케임브리지 대학교 트리니티 칼리지에서 수학했다.
1838년 아버지의 권유로 제81보병연대의 장교가 되었다가 1839년에 제42보병연대로 옮겨 이탈리아어와 근대 그리스어를 연구했다. 1841년에는 제98보병연대로 옮겨 청나라로 진군, 1842년에 홍콩에 상륙했다. 장강 일대에서 벌어진 제1차 아편 전쟁 전역에 종군해 진강과 남경을 공략하는 전투에 참여했다.
1845년에는 홍콩 대법원에서 광둥어를 번역하는 임무를 부여받았고, 1846년에는 무역 감독관 존 프랜시스 데이비스의 중국어 보조 서기가 되었다. 1852년에 상해 주재 부영사가 되었다.
1866년, 웨이드는 청나라 관리들에게 산채로 살을 회떠 죽이는 끔찍한 사형 방법인 능지처참형을 폐지할 것을 권고했다. 1876년, 치푸 조약 체결에 참여하기도 했다.
40년 이상 일했던 중국 주재 영국 대사관에서 은퇴한 뒤, 웨이드는 1883년 영국으로 돌아가 3년 뒤에 케임브리지 대학교 도서관에 4304권의 중국 문학 관련 서적을 기부했다. 1888년 케임브리지 대학교의 초대 중국어 교수로 선출되어 77세로 사망할 때까지 교수직을 유지했다. 1887년부터 1890년까지 대영 왕립아시아학회 회장을 역임했다.
웨이드는 천문학자 존 허셜의 딸인 아멜리아 허셜(Amelia Herschel)과 결혼하였다.

## 서훈
- 1875년 : 바스 훈장 2등급(KCB, 작위급 훈장)
- 1889년 : 세인트마이클앤드세인트조지 훈장 1등급(GCMG, 작위급 훈장)